# Пшеничный, Степан Андреевич
Степан Андреевич Пшеничный (укр. Степан Андрійович Пшеничний; 29 декабря 1912, Мокрое — январь 1940, Бендюга) — референт пропаганды Краевой Экзекутивы ОУН на Западной Украине.

## Биография
Родился 29 декабря 1921 года в селе Мокрое (Дубенский район Ровненской области). В 1931 году окончил украинскую гимназию в Кременце, учился во Львовском университете. С 1930 года член ОУН, связной между повятовой экзекутивой Кременца и Краевой экзекутивой Львова, повятовый проводник ОУН Дубенщиныв в 1931—1932 годах. С июня 1932 по 1936 годы сидел в тюрьме Кременца за антипольские выступления. С 1936 года был референтом пропаганды Краевой Экзекутивы ОУН на юго-западе украинских земель. В 1937 году арестован, на Ровненском процессе в конце мая 1939 года приговорён к 12 годам тюрьмы. Бежал из тюрьмы в сентябре того же года.
В январе 1940 года возглавлял боевую группу украинских националистов и был убит пограничниками в деревне Бендюга. Похоронен на кладбище села Волсвин.